# Dan Goodwin
Dan Goodwin (født 7. november 1955) er en amerikaner, som er kendt for at have klatret op af bl.a. World Trade Centers nordlige tårn i New York. Hans stunt var for at henlede opmærksomheden på den manglende evne til at redde mennesker potentielt fanget i de øverste etager af skyskrabere.